# Somatochlora daviesi
Somatochlora daviesi är en trollsländeart som beskrevs av Maurits Anne Lieftinck 1977. Somatochlora daviesi ingår i släktet glanstrollsländor, och familjen skimmertrollsländor. IUCN kategoriserar arten globalt som otillräckligt studerad. Inga underarter finns listade i Catalogue of Life.